# Tommy Nilsson (politiker)
Tommy Nilsson, född 28 juli 1951, är en svensk politiker (socialdemokrat). Han har tidigare varit kommunalråd i Hässleholms kommun och samtidigt varit kommunstyrelsens ordförande samt ordförande i kommunfullmäktige, och var från 2006 oppositionsråd. Efter 35 år i kommunalpolitiken lämnade han sina politiska uppdrag i augusti 2013.